# Stolzia javana
Stolzia javana är en insektsart som beskrevs av Willy Adolf Theodor Ramme 1941. Stolzia javana ingår i släktet Stolzia och familjen gräshoppor. Inga underarter finns listade i Catalogue of Life.